# Dives warszewiczi
Dives warszewiczi là một loài chim trong họ Icteridae.